# Csoportszelekció

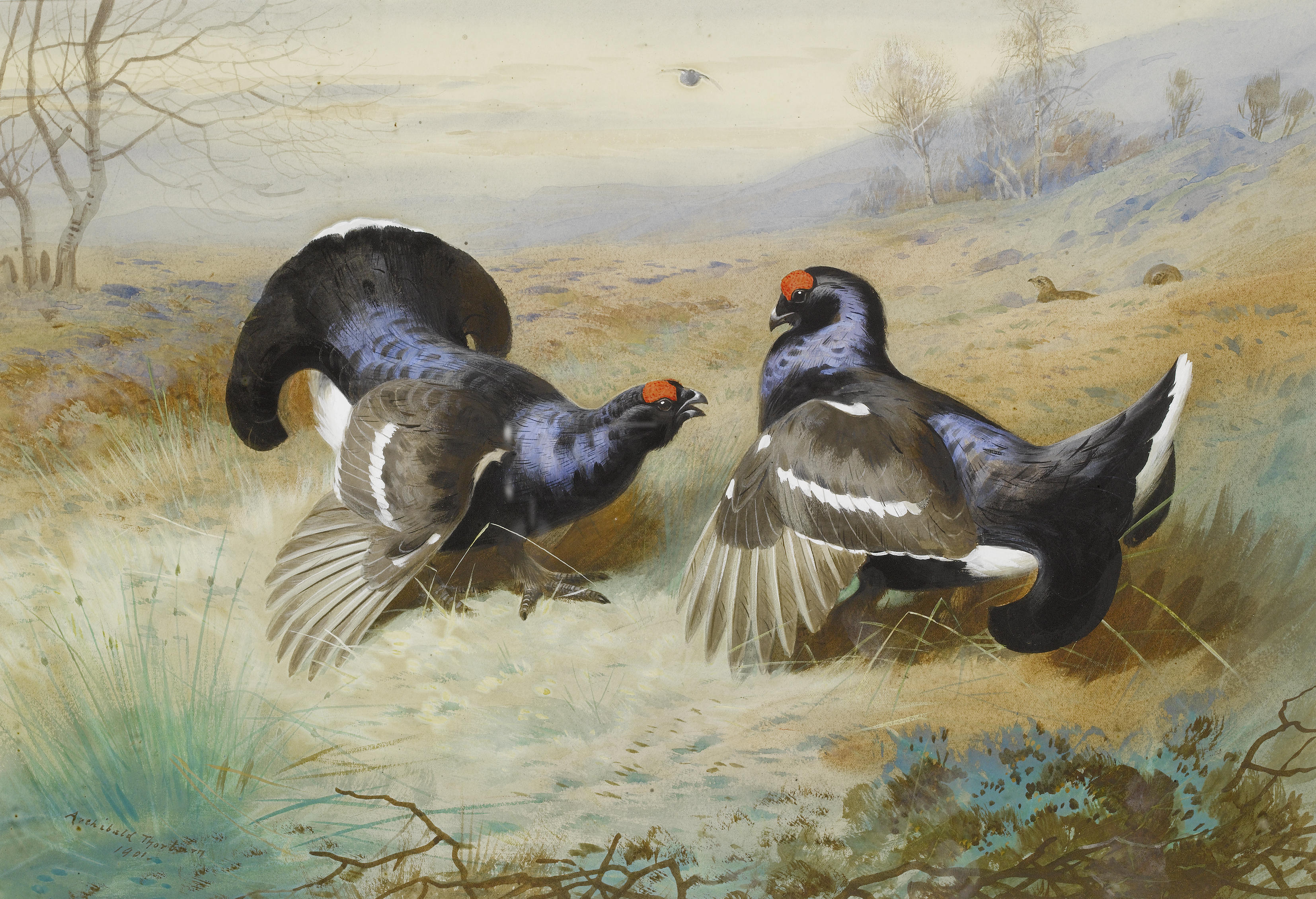
A társas viselkedés korai magyarázatai, mint például a nyírfajd lek-viselkedés, „a faj érdekéről” beszéltek. Blackcocks at the Lek akvarell és gouache Archibald Thorburntől, 1901.

A csoportszelekció az evolúció javasolt mechanizmusa, amelyben a természetes szelekció az egyén vagy a gén szintje helyett a csoport szintjén hat.
Már a korai szerzők, például V. C. Wynne-Edwards és Konrad Lorenz azzal érveltek, hogy az állatok viselkedése befolyásolhatja az állatok csoportos túlélését és szaporodását, például a faj javát szolgáló cselekedetekről beszélve. Az 1930-as években R. A. Fisher és J. B. S. Haldane javasolta a rokonszelekció rokonszelekció fogalmát, az altruizmus egy formáját a génközpontú evolúciós szemlélet alapján, azzal érvelve, hogy az állatoknak a rokonaikért kell áldozatot hozniuk, és ezzel azt sugallta, hogy a nem rokonokért nem szabad áldozatot hozniuk. Az 1960-as évek közepétől kezdve olyan evolúcióbiológusok, mint John Maynard Smith, W. D. Hamilton, George C. Williams és Richard Dawkins azt képviselték, hogy a természetes szelekció elsősorban a gén szintjén hat. Matematikai modellek alapján azt állítják, hogy az egyedek nem áldoznák fel önzetlenül a rátermettségüket a csoport érdekében, hacsak ez nem növeli annak valószínűségét, hogy az egyed továbbadja génjeit. Egyetértés alakult ki abban, hogy a csoportszelekció helyett a rokonszelekció magyarázza az államalkotó rovarok között a szaporodásra képtelen haploid dolgozók viselkedését, mivel a dolgozók génjei kizárólag a szaporodni képes „rokonságon” keresztül tudják továbbadni.
1994-ben David Sloan Wilson és Elliott Sober a többszintű szelekció mellett érvelt, beleértve a csoportszelekciót is, azon az alapon, hogy a csoportok, az egyedekhez hasonlóan versenyezhetnek. Az előbbi két szerző 2010-ben E. O. Wilsonnal ismét felülvizsgálta a csoportszelekció mellett szóló érveket. Azt állították, hogy a csoportszelekció akkor fordulhat elő, ha két vagy több csoport közötti verseny - amelyek némelyikében altruista, együttműködő egyedek vannak - fontosabb a túlélés szempontjából, mint az egyes csoportokon belüli egyedek közötti verseny, ami az etológusok széles táborának heves ellenvetését váltotta ki.

## Az elképzelés kialakulása
A fajok eredete című könyvében Charles Darwin kidolgozta az evolúció elméletét. Darwin a csoportszelekcióra a Az ember származása és az ivari kiválás című könyvében tett először javaslatot, amely szerint a csoportok evolúciója befolyásolhatja az egyének túlélését. Ezt írta: "Ha tehát egy törzsnek valamelyik tagja, ... új csapdát vagy fegyvert talált ki, ... arra indította a többi tagokat, hogy amazt utánozzák és így mindenkinek hasznára volt. Ha már most az új találmány fontos, akkor a törzs létszáma nagyobbodni fog, ki fog terjeszkedni és más törzseket vissza fog szorítani. Az ily módon számosabbá vált törzsnek mindig több kilátása lesz arra, hogy jelentékenyebb és találékonyabb tagjai fognak születni."
Miután a darwinizmust a huszadik század közepén beolvadt a modern evolúciós szintézisbe, az állatok viselkedését könnyen megmagyarázták a túlélési értékkel kapcsolatos megalapozatlan hipotézisekkel, amelyeket nagyrészt természetesnek vettek.
Konrad Lorenz Nobel-díjas etológus az olyan könyvekben, mint Az agresszióról (1966) nyíltan amellett érvelt, hogy az állatok viselkedési mintái "a faj javát szolgálják" anélkül, hogy ténylegesen, számszerüsítve tanulmányozta volna a túlélést. Richard Dawkins megjegyezte, hogy Lorenz „a faj jó embere” annyira hozzászokott a csoportszelekciós gondolkodáshoz, hogy nem vette észre, hogy nézetei „ellentétesek az ortodox darwini elmélettel”. Niko Tinbergen szintén Nobel-díjas etológus dicsérte Lorenzt a viselkedés túlélési értéke iránti érdeklődéséért, a természettudósok pedig ugyanebből az okból élvezték Lorenz írásait. 1962-ben V. C. Wynne-Edwards zoológus a csoportszelekciót használta az adaptáció népszerű magyarázataként. Ezzel szemben Richard Dawkins Az önző gén című könyvében a gén vagy az egyén szintjén zajló az evolúciót hangsúlyozza.

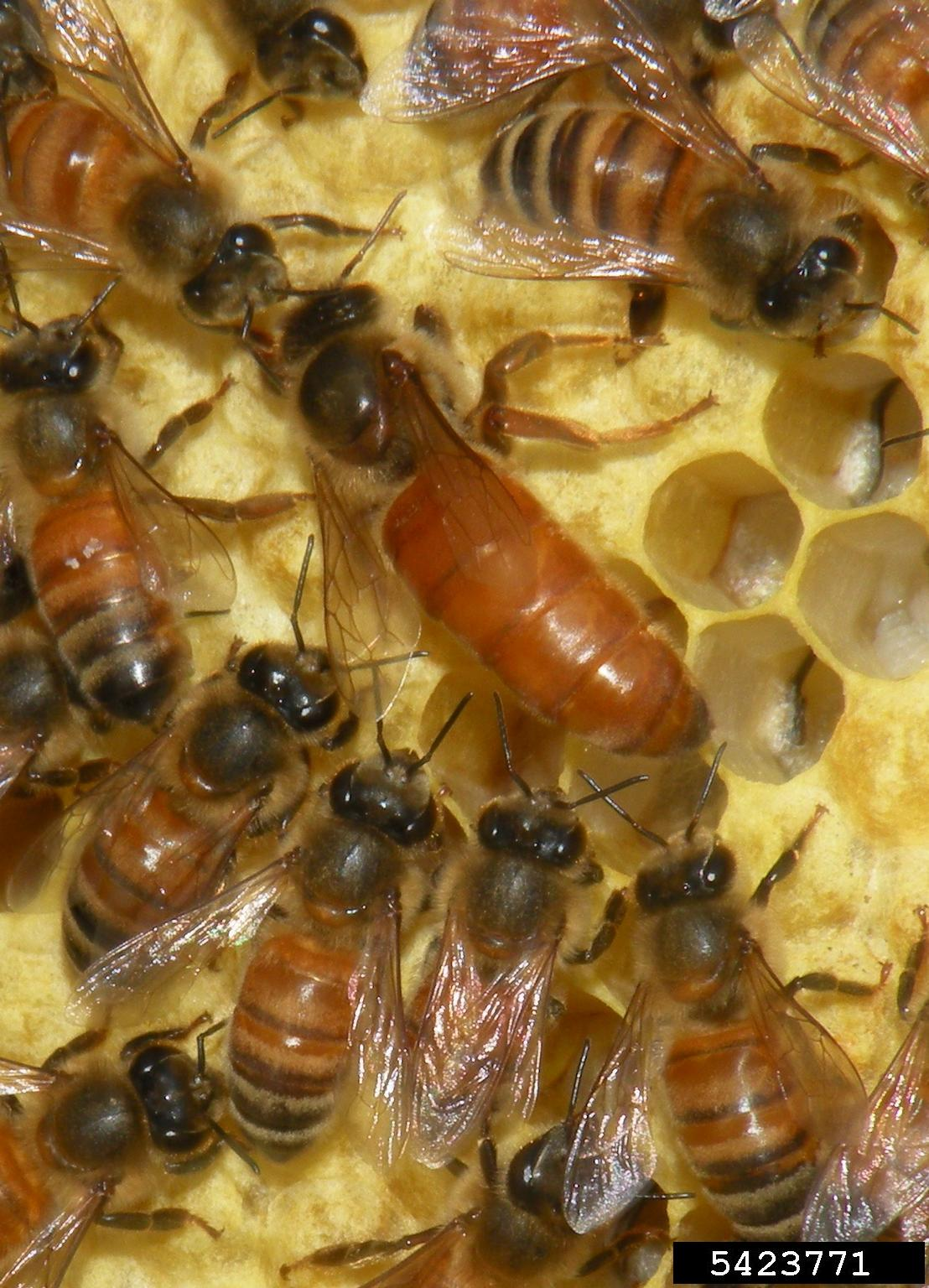
A mézelő méhek szociális viselkedését a rokonszelekció magyarázza: haplodiploid öröklődési rendszerük a dolgozókat nagyon közeli rokonságba hozza a királynőjükkel (középen)

Az 1960-as évek közepétől az evolúcióbiológusok azzal érveltek, hogy a természetes szelekció elsősorban az egyén szintjén működik. 1964-ben John Maynard Smith, C. M. Perrins (1964), és George C. Williams 1966-ban megjelent Adaptation and Natural Selection (Adaptáció és természetes kiválasztás) című könyvében komolyan megkérdőjelezte a csoportszelekciót mint az evolúció egyik fő mechanizmusát. Williams 1971-ben megjelent Group Selection (Csoportszelekció) című könyvében számos szerző ugyanerről a témáról szóló írásait gyűjtötte össze.
Abban az időben általános egyetértés volt, hogy még az euszociális rovarok, például a méhek esetében is csoportszelekció ösztönzi a rokonszelekciót, mivel a dolgozók nagyon közeli rokonok.

## A rokonok kiválasztása és az inkluzív fitneszelmélet
Az 1970-es évek végén végzett kísérletek azt sugallták, hogy a csoportos szelekció lehetséges. A korai csoportszelekciós modellek azt feltételezték, hogy a gének egymástól függetlenül működnek, például egy olyan gén, amely az együttműködést vagy az altruizmust kódolja. Az egyedek gén központú szaporodási modellje azt jelenti, hogy a csoportképződésben az altruista géneknek módot kellene találniuk arra, hogy a csoport tagjainak javára működjenek, hogy növeljék az azonos génnel rendelkező egyedek fitneszét. A csoportalakítás során az altruista géneknek módot kell alálni arra, hogy a csoport tagjainak a javára működjenek, hogy javítsák sok, ugyanazon génnel rendelkező egyed rátermettségét. Ebből a modellből azonban az várható, hogy ugyanazon faj egyedei egymással versenyeznek ugyanazokért az erőforrásokért. Ez hátrányos helyzetbe hozná az együttműködő egyedeket, így az együttműködés génjei valószínűleg megszűnnének. A csoportos szelekció a faj szintjén hibás, mert nehéz belátni, hogy a konkurens/nem együttműködő egyedekre milyen szelekciós nyomás nehezedne.
Az altruista viselkedés magyarázataként a rokon egyedek közötti szelekciót fogadják el. R.A. Fisher 1930-ban R.A. Fisher 1930-ban J. B. S. Haldane 1932-ben meghatározta a rokonszelekció matematikáját, és Haldane híres viccelődése szerint szívesen meghalna két testvérért vagy nyolc unokatestvérért. Ebben a modellben a genetikailag rokon egyedek azért működnek együtt, mert az egyik egyed túlélési előnyei olyan rokonoknak is előnyösek, akik ugyanazon gének bizonyos hányadán osztoznak, ami a genetikai szelekciót elősegítő mechanizmust jelent.
Az inkluzív fitnesz (szabad fordításban önzetlenség a rokonok felé) elmélet, amelyet először W. D. Hamilton javasolt, a társas viselkedések evolúciójára szelekciós magyarázatot ad, megmagyarázza, hogy mikor lesz a társas viselkedés költséges az egyed túlélése és szaporodása szempontjából. A kritérium az, hogy a szociális tulajdonságot hordozó rokonok szaporodási haszna, megszorozva annak valószínűségével, hogy osztoznak az altruista tulajdonságban (a rokonsággal kapcsolatos mérőszám), meghaladja az egyén költségeit. Az inkluzív fitneszelmélet a szociális tulajdonságok statisztikai valószínűségének általános kezelése, amely az azonos szociális tulajdonság egy példányát valószínűleg továbbszaporító más szervezetekre is kiterjed. A rokonszelekciós elmélet a szűkebb, ugyanakkor egyszerűbb esetet tárgyalja, amikor a közeli genetikai rokonok (vagy amit a biológusok "rokonoknak" neveznek), akik szintén hordozhatják és továbbadhatják a tulajdonságot, hasznot húznak belőle. A biológusok egy jelentős csoportja támogatja az inkluzív fitneszt, mint a fajok társas viselkedésének széleskörű magyarázatát, amit kísérleti adatok is alátámasztanak. Mi sem bizonyítja ennek támogatottságát, mint a Nature-ben több mint száz társszerzővel megjelent cikk.
A rokonszelekcióval kapcsolatos egyik kérdés az a követelmény, hogy az egyedeknek tudniuk kell, hogy más egyedek rokonok-e velük, vagyis a rokonok felismerése. Minden altruista cselekedetnek meg kell őriznie a hasonló géneket. Hamilton egyik érve az, hogy sok egyed "viszkózus" körülmények között mozog, tehát a rokonok fizikai közelségében él. Ilyen körülmények között bármelyik másik egyeddel szemben altruisztikusan cselekedhetnek, és valószínű, hogy a másik egyed rokon lesz. Ez a populációs struktúra kontinuumot épít az egyedszelekció, a rokonszelekció, a rokoni alapon működő csoportszelekció és a csoportszelekció között, anélkül, hogy minden szinten világos határokat szabna. Azonban D. S. Wilson és munkatársainak korai elméleti modelljei valamint Taylor kimutatták, hogy a tiszta populáció viszkozitása nem vezethet együttműködéshez és altruizmushoz. Ennek az az oka, hogy a rokoni együttműködésből származó előnyöket a rokoni versengés pontosan érvényteleníti. Az együttműködésből származó további utódok a helyi verseny által kiesnek. Mitteldorf és D. S. Wilson később kimutatták, hogy ha a populáció fluktuálhat, akkor a helyi populációk átmenetileg tárolhatják a helyi együttműködés előnyeit, és elősegíthetik az együttműködés és az altruizmus evolúcióját. Az alkalmazkodás egyéni különbségeit feltételezve Yang továbbá kimutatta, hogy a helyi altruizmus előnye az utódok minőségében tárolódhat, és így elősegítheti az altruizmus evolúcióját még akkor is, ha a populáció nem fluktuál. Ennek oka, hogy a lokális altruizmusból eredő, több egyed közötti helyi verseny növeli a túlélő egyedek átlagos lokális fittségét.
Az altruizmus génjeinek felismerésére egy másik magyarázat az, hogy egyetlen tulajdonság, a csoportos reciprok altruizmus képes megmagyarázni a modern társadalmak által általában "jónak" elfogadott altruizmus túlnyomó többségét. Az altruizmus fenotípusa önmagában az altruista viselkedés felismerésére támaszkodik. A jóindulat tulajdonságát a kellően intelligens és nem becsapott szervezetek felismerik más, ugyanilyen tulajdonsággal rendelkező egyedeknél. Sőt, egy ilyen tulajdonság létezése előrevetíti a jóságra való hajlamot a látszólag jóságosnak tűnő, nem rokon élőlényekkel szemben, még akkor is, ha az élőlények más fajhoz tartoznak. A génnek nem kell pontosan azonosnak lennie, mindaddig, amíg a hatás vagy a fenotípus hasonló. A gén - vagy akár a mém - több változata gyakorlatilag ugyanolyan hatással bírna. Ezt a magyarázatot Richard Dawkins egy zöld szakállas ember analógiájával adta. A zöld szakállas férfiakat úgy képzeli el, hogy pusztán a zöld szakáll láttán hajlamosak együttműködni egymással, ahol a zöld szakáll tulajdonság véletlenül kapcsolódik a kölcsönös jóindulat tulajdonságához.

## Többszintű szelekció elmélet
A rokonszelekció vagy az inkluzív fitnesz számos fajnál elfogadott magyarázat az együttműködő viselkedésre, de David Sloan Wilson neves kutató szerint az emberi viselkedést nehéz csak ezzel a megközelítéssel megmagyarázni. Azt állítja nevezetesen, hogy úgy látszik, nem magyarázza meg az emberi civilizáció gyors fejlődését. Wilson amellett érvelt, hogy az evolúcióban egyéb tényezőket is figyelembe kell venni. Wilson és más kutatók folytatták a csoportszelekciós modellek fejlesztését.
A korai csoportszelekciós modellek hibásak voltak, mert azt feltételezték, hogy a gének egymástól függetlenül működnek; azonban az egyedek közötti genetikai alapú kölcsönhatások mindenütt jelen vannak a csoportképződésben, mivel a géneknek együtt kell működniük a csoportokban való egyesülés érdekében, hogy növeljék a csoport tagjainak fittségét. Ráadásul a csoport-szelekció a faj szintjén téves, mert nehéz belátni, hogy a szelekciós nyomás hogyan érvényesülne. a társas fajokban a csoportok szelekciója más csoportok és nem a faj egészével szemben tűnik annak a szintnek, ahol a szelekciós nyomás plauzibilisnek tűnik. Másrészt a rokonszelekciót elfogadják az altruista viselkedés magyarázataként. Egyes biológusok azt állítják, hogy a rokonszelekció és a többszintű szelekció egyaránt szükséges ahhoz, hogy "maradéktalanul megértsük egy társas viselkedési rendszer evolúcióját".
David Sloan Wilson és Elliott Sober 1994-ben azzal érvelt, hogy a csoport szelekció elleni érveket túlértékelték. Azt vizsgálták, hogy a csoportok ugyanúgy rendelkezhetnek-e funkcionális szerveződéssel, mint az egyedek, és következésképpen, hogy a csoportok lehetnek-e a szelekció "közegei". Nem a fajok szintjén történő evolúciót, hanem olyan szelekciós nyomást tételeznek fel, amely egy fajon belül kis csoportokat, például társas rovarok vagy főemlősök csoportjait szelektálja ki. Azok a csoportok, amelyek jobban együttműködnek, talán tovább élnek és többször szaporodnak, mint azok, amelyek nem működnek együtt. Ilyen módon feltámasztva Wilson & Sober csoportszelekcióját többszintű szelekcióelméletnek nevezik.
2010-ben Martin Nowak, C. E. Tarnita és E. O. Wilson a többszintű szelekció mellett érveltek, beleértve a csoport-szelekciót is, hogy korrigálják az inkluzív fitnesz magyarázó erejének hiányosságait. A 137 további evolúcióbiológus válasza szerint "érveik az evolúciós elmélet félreértésén és az empirikus szakirodalom félreértelmezésén alapulnak".

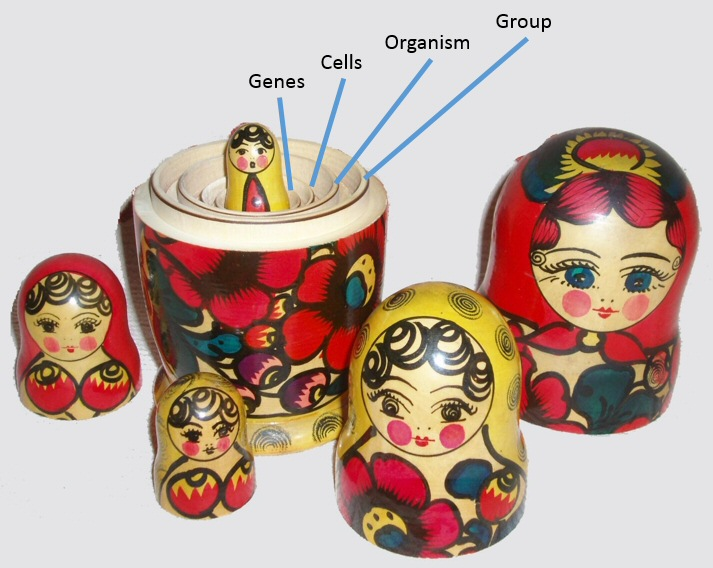
David Sloan Wilson és Elliott Sober 1994-es többszintű szelekciós modellje, amelyet orosz matrjoska babák egymásba ágyazott készlete illusztrál. Wilson maga is egy ilyen készlethez hasonlította modelljét

Wilson a verseny és az evolúció rétegeit az orosz matrjoska babák egymásba ágyazott sorozatához hasonlította. A legmélyebb szint a gének, ezután következnek a sejtek, majd a szervezet szintje, végül pedig a csoportok. A különböző szintek a fitnesz, vagyis a szaporodási siker maximalizálása érdekében működnek együtt. Az elmélet azt állítja, hogy a csoportos szintre irányuló szelekciónak, amely a csoportok közötti versenyt jelenti, nagyobb jelentőséggel kell bírnia, mint az egyéni szintnek, amely a csoporton belül versengő egyedeket jelenti, hogy a csoport számára előnyös tulajdonság elterjedjen.
A többszintű szelekciós elmélet a fenotípusra összpontosít, mivel azokat a szinteket vizsgálja, amelyekre a szelekció közvetlenül hat. Az emberek esetében a szociális normák csökkentik az egyéni szintű változatosságot és versenyt, így a szelekciót a csoport szintjére helyezik át. A feltevés az, hogy a különböző csoportok közötti variáció nagyobb, mint a csoporton belüli. A verseny és a szelekció a léptéktől függetlenül minden szinten működhet. Wilson így írt róla: "Minden léptékben létezniük kell olyan mechanizmusoknak, amelyek koordinálják a megfelelő típusú cselekvést, és megakadályozzák az öncélú viselkedés zavaró formáit a társas szerveződés alacsonyabb szintjein". E. O. Wilson így foglalta össze: "Egy csoportban az önző egyének legyőzik az önzetlen egyedeket. De az önzetlen egyedek csoportjai legyőzik az önző egyedek csoportjait".
Wilson az emberre vonatkozó többszintű szelekciós elméletet egy másik elmélethez, a gén-kultúra koevolúcióhoz kapcsolja annak elismerésével, hogy a kultúra a jelek szerint egy olyan csoportszintű mechanizmust jellemez, amellyel az emberi csoportok alkalmazkodnak a környezeti változásokhoz.
Az többszintű szelekciós elmélet használható a csoportos szelekció és az egyéni szelekció közötti egyensúly értékelésére konkrét esetekben. William Muir egy kísérletében tyúkok tojástermelékenységét hasonlította össze, és kimutatta, hogy az individuális szelekció révén egy hiperagresszív törzset hoztak létre, amely mindössze hat generáció után számos gyilkos támadáshoz vezetett; ebből következően azzal lehet érvelni, hogy a csoport szelekciónak a valós életben ezt meg kellett akadályoznia. A csoportszelekciót leggyakrabban az embernél és az euszociális hártyásszárnyúaknál tételezték fel. Utóbbiak az idők során adaptációjuk hajtóerejévé az együttműködést teszik, és amelyeknek egyedi, haplodiploid öröklődési rendszere lehetővé teszi, hogy a kolónia egyedként működjön, miközben csak a királynő szaporodik
Wilson és Sober munkája újjáélesztette az érdeklődést a többszintű szelekció iránt. Egy 2005-ös cikkében E. O. Wilson azzal érvelt, hogy a rokonszelekciót két okból sem lehet többé úgy tekinteni, mint ami a szélsőséges társas viselkedés evolúciójának hátterében áll. Először is, úgy vélte, hogy az az érv, miszerint a haplodiploid öröklődés (mint a Hymenopteráknál) erős szelekciós nyomást gyakorol a nem reproduktív kasztok felé, matematikailag hibás. Másodszor, úgy tűnik, hogy az euszocialitás már nem korlátozódik a hártyásszárnyúakra. Wilson alapműve, az 1975-ben megjelent Szociobiológia: az új szintézis kiadása óta eltelt években egyre több rendkívül szociális taxont találtak. Ezek között számos rovarfaj, valamint két rágcsálófaj (csupasz turkáló és a Damara-turkálón (Fukomys damarensis)) is megtalálható. Wilson a rokonszelekció Hamilton-féle egyenletét javasolja:
rb > c
(ahol b az altruizmus kedvezményezettjének hasznát, c az altruista költségét és r a rokonsági fokot jelenti) az általánosabb egyenletre kell cserélni
rb k + b e > c
amelyben b k a rokonok haszna (b az eredeti egyenletben), b e pedig a csoport egészét megillető haszon. Majd azzal érvel, hogy a társas rovarokkal kapcsolatos bizonyítékok jelenlegi állása szerint úgy tűnik, hogy b e >rb k, így az altruizmust a kolóniaszintű szelekcióval kell magyarázni, nem pedig a rokonság szintjén. A rokonszelekció és a csoportszelekció azonban nem különálló folyamatok, és a többszintű szelekció hatásait már figyelembe veszi Hamilton szabálya, az rb > c, feltéve, hogy az r kiterjesztett definícióját használjuk, amely nem követeli meg Hamilton eredeti feltételezését a közvetlen genealógiai rokonságról, ahogy azt maga E. O. Wilson javasolta.
A ragadozók és zsákmányállatok területileg elkülönült populációi egyensúlyi állapotban mind egyedileg, mind a társas kapcsolatokon keresztül visszafogott szaporodást mutatnak, ahogyan azt eredetileg Wynne-Edwards javasolta. Bár ezek a térbeli populációk nem rendelkeznek jól meghatározott csoportokkal a csoportszelekcióhoz, az átmeneti csoportokban élő szervezetek helyi térbeli kölcsönhatásai elegendőek ahhoz, hogy egyfajta többszintű szelekcióhoz vezessenek. Egyelőre azonban nincs bizonyíték arra, hogy ezek a folyamatok olyan helyzetekben működnek, ahol Wynne-Edwards felvetette őket.
Rauch elemzése a gazda-parazita evolúcióról általánosságban elutasító a csoportszelekcióval szemben. Konkrétan, a paraziták nem egyénileg mérséklik terjedésüket; inkább a jobban terjedő változatok - amelyek rövid távú, de fenntarthatatlan előnnyel rendelkeznek - keletkeznek, szaporodnak, és kihalnak.

## Alkalmazások

### Különböző evolúciósan stabil stratégiák
A csoportszelekcióval az a probléma, hogy ahhoz, hogy egy egész csoport megkapjon egy tulajdonságot, annak először az egész csoportban kell elterjednie a szabályos evolúció révén. De ahogy J. L. Mackie javasolta, amikor sok különböző csoport van, amelyek mindegyike más-más evolúciósan stabil stratégiával rendelkezik, akkor a különböző stratégiák között szelekció zajlik, mivel egyesek rosszabbak, mint mások. Vagy például egy olyan csoport, ahol az altruizmus egyetemes, valóban felülmúlna egy olyan csoportot, ahol minden lény a saját érdekében cselekszik, így a csoportszelekció megvalósíthatónak tűnne, de egy altruistákból és nem altruistákból álló vegyes csoport sebezhető lenne a csoporton belüli nem altruisták csalásával szemben, így a csoportszelekció összeomlana

### Populációbiológiai következmények
Az olyan szociális viselkedésmódok, mint az altruizmus és a társas kapcsolatok a populációdinamika számos aspektusát befolyásolhatják, például a fajon belüli versenyt és a fajok közötti kölcsönhatásokat. Darwin 1871-ben azt állította, hogy a csoportszelekció akkor következik be, amikor az alpopulációk közötti együttműködés vagy altruizmus előnyei nagyobbak, mint az alpopuláción belüli egoizmus egyéni előnyei. Ez alátámasztja a többszintű szelekció gondolatát, de a rokonság is lényeges szerepet játszik, mivel számos alpopuláció közeli rokonságban álló egyedekből áll. Erre példa az oroszlánok, amelyek egyszerre együttműködőek és territoriálisak. Egy falkán belül a hímek megvédik a falkát a külső hímektől, a nőstények pedig, akik általában testvérek, közösen nevelik a kölyköket és vadásznak. Úgy tűnik azonban, hogy ez az együttműködés a denzitás függvénye. Ha az erőforrások korlátozottak, a csoportos szelekció a vadászatban együttműködő falkáknak kedvez. Ha a zsákmány bőséges, az együttműködés már nem elég előnyös ahhoz, hogy ellensúlyozza az altruizmus hátrányait, és a vadászat már nem kooperatív.
A különböző fajok közötti kölcsönhatásokat is befolyásolhatja a többszintű szelekció. Befolyásolhatják a ragadozó-zsákmány kapcsolatokat is. Egyes majomfajok egyedei üvöltve figyelmeztetik a csoportot a ragadozó közeledtére. E tulajdonság evolúciója a csoport számára előnyös, mivel védelmet nyújt, de az egyed számára hátrányos lehet, ha az üvöltés a ragadozó figyelmét magára vonja. A többszintű és rokon szelekció ezen fajok közötti kölcsönhatások befolyásolásával megváltoztathatja egy adott ökológiai rendszer populációdinamikáját.
A többszintű szelekció az altruista viselkedés evolúcióját a kvantitatív genetika szempontjából igyekszik megmagyarázni. Az altruista allélok gyakoriságának növekedése vagy rögzülése rokonszelekcióval érhető el, amelyben az egyedek altruista viselkedést tanúsítanak, hogy segítsék a genetikailag hasonló egyedek, például testvérek fitnszét. Ez azonban beltenyésztés okozta általános fitnesz csökkenéshez vezet a populációban. Ha azonban az altruizmust úgy választanák meg, hogy a csoport javát hangsúlyozzák, szemben a rokonsággal és a rokonok előnyeivel, akkor mind az altruista vonás, mind a genetikai sokféleség fennmaradhat. A többszintű szelekció vizsgálata során azonban a rokonságot továbbra is kulcsfontosságú szempontként kell figyelembe venni. A japán fürjre kísérletileg rákényszerített többszintű szelekció egy nagyságrenddel hatékonyabb volt a szoros rokonságban álló rokonsági csoportokon, mint a véletlenszerűen kiválasztott egyedek csoportjainak esetében.

### Gén-kultúra koevolúció az embernél

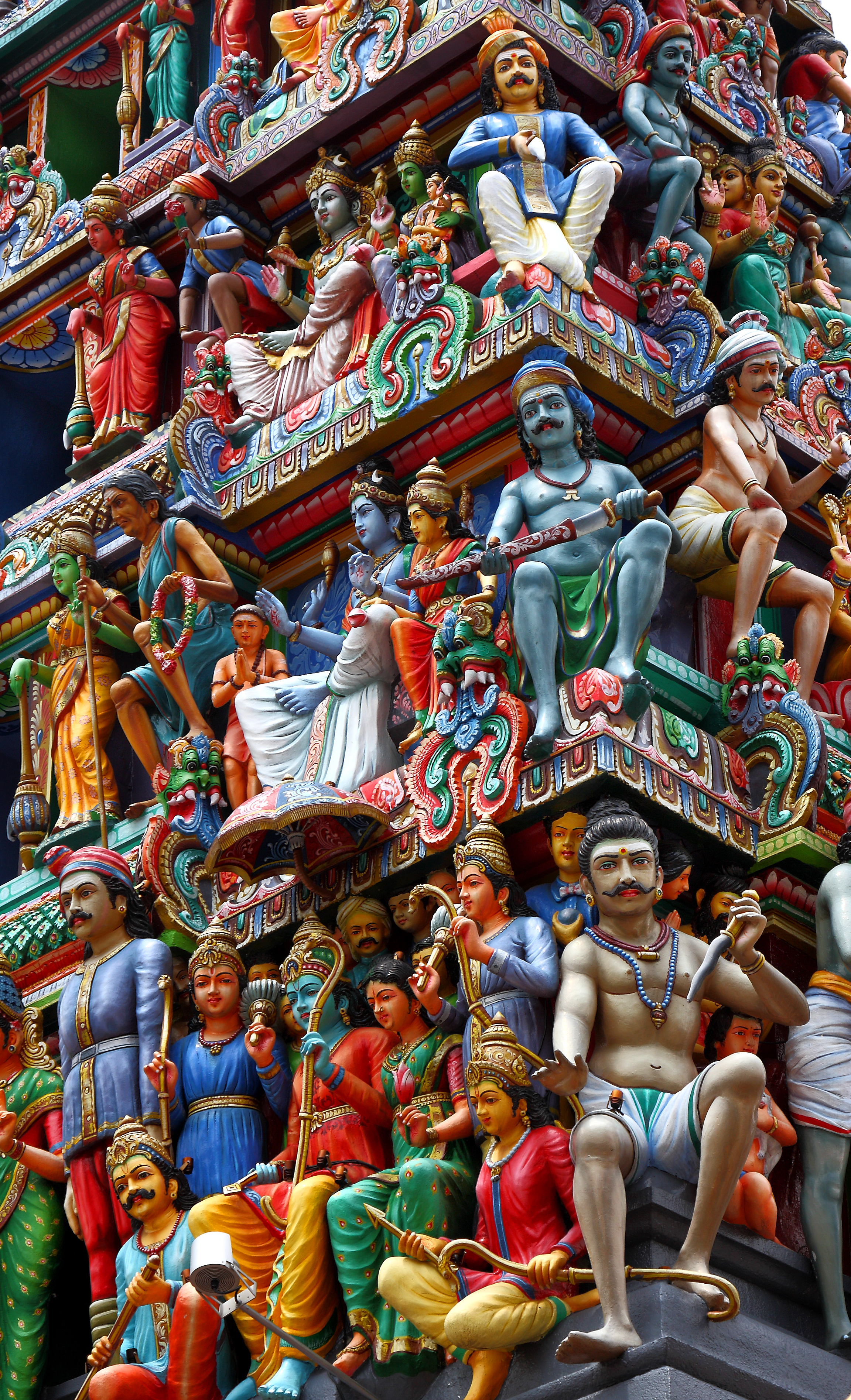
Az emberiség rendkívül gyorsan fejlődött, feltehetően a gén-kultúra koevolúció révén, ami olyan összetett kulturális alkotásokhoz vezetett, mint a szingapúri Sri Mariammam templom gopuramja

A gén-kultúra koevolúció, más néven kettős öröklődés elmélete egy olyan hipotézis, amely elsősorban az emberre vonatkozik. Az evolúcióbiológiát és a modern szociobiológiát ötvözi, és csoportos szelekciót feltételez. Úgy gondolják, hogy ez a megközelítés, amely a genetikai befolyást a kulturális befolyással kombinálja több generáción keresztül, nincs jelen a többi hipotézisben, például a kölcsönös altruizmusban és a rokonszelekcióban, így a génkultúra evolúciója a csoportszelekció egyik legerősebb reális hipotézise. Fehr logikai játékokon keresztüli kísérletezéssel bizonyítja, hogy jelenleg emberekben csoportszelekció zajlik, mint például a fogolydilemma, ami egy játékelméleti probléma, a nem zéró összegű játékok egy fajtája
A gén-kultúra koevolúció lehetővé teszi, hogy az emberek a helyi körülményekhez és a környezethez való alkalmazkodást gyorsabban alakíthassák ki, mint a genetikai evolúcióval. Robert Boyd és Peter J. Richerson, a kulturális evolúció két fontos támogatója azt állítja, hogy a társas tanulás, vagyis a csoportban való tanulás, ahogyan az a csoport szelekció során történik, lehetővé teszi az emberi populációk számára, hogy sok generáción keresztül információt halmozzanak fel. Ez a genetikai evolúció mellett a viselkedés és a technológia kulturális evolúciójához vezet. Boyd és Richerson úgy vélik, hogy az együttműködés képessége a középső Pleisztocén során, egymillió évvel ezelőtt, a gyorsan változó éghajlatra adott válaszként fejlődött ki.
Herbert Gintis viselkedéskutató 2003-ban statisztikailag vizsgálta a kulturális evolúciót, és bizonyítékot nyújtott arra, hogy a segítő, a közösséget szem előtt tartó normákat támogató társadalmak túlélési aránya magasabb, mint azoké, amelyek nem támogatják azokat. Gintis azt írta, hogy a genetikai és a kulturális evolúció együtt is működhet. A gének a DNS-ben, a kultúrák pedig az agyakban, műtárgyakban vagy dokumentumokban kódolt információkat adják át. A nyelv, az eszközök, a halálos fegyverek, a tűz, a főzés stb. hosszú távú hatást gyakorolnak a genetikára. A főzés például az emberi bélrendszer hosszának csökkenéséhez vezetett, mivel a főtt étel emésztéséhez rövidebb bél is elég. A nyelv az emberi gége megváltozásához és az agy méretének növekedéséhez vezetett. A lőfegyverek az emberi kéz és vállak változásához vezettek, így az ember sokkal jobban tud tárgyakat dobálni, mint legközelebbi rokona, a csimpánz.
2015-ben William Yaworsky és munkatársai felmérést készítettek az antropológusok csoportszelekcióval kapcsolatos véleményéről, és megállapították, hogy ezek az érintett társadalomtudósok ivarától és politikai beállítottságától függően változnak. 2019-ben Howard Rachlin és munkatársai azt javasolták, hogy a viselkedési minták, például a tanult altruizmus csoportos szelekciója az ontogenezis során párhuzamosan zajlik a csoportszelekcióval a filogenezis során.

## Kritika
A viselkedésbiológusok túlnyomó többségét nem győzték meg a csoportszelekciónak mint az evolúció hihető mechanizmusának újbóli felvetésére tett kísérletek.
A Price-egyenlet használatát a csoportkiválasztás támogatására van Veelen 2012-ben vitatta, azzal érvelve, hogy az érvénytelen matematikai feltételezéseken alapul.
Az evolúció génközpontú szemléletének hívei, mint Dawkins és Daniel Dennett, továbbra sincsenek meggyőződve a csoportszelekcióról. Dawkins szerint a csoportszelekció nem tesz megfelelő különbséget a replikátorok és a hordozók között. Jerry Coyne evolúcióbiológus a The New York Review of Booksban a következőképpen foglalja össze az érveket nem szaknyelven: Steven Pinker pszichológus szerint "a csoportszelekció fogalma nem játszhat érdemi szerepet a pszichológiában vagy a társadalomtudományokban", mivel ezeken a területeken "nem a természetes szelekció elméletének pontos alkalmazása, mint például a genetikai algoritmusokban vagy a mesterséges élet szimulációiban. Ehelyett ez egy laza metafora, inkább a gumiabroncsok vagy telefonok közötti küzdelemre hasonlít."

## Fordítás
Ez a szócikk részben vagy egészben  a   Group selection című angol Wikipédia-szócikk ezen változatának fordításán alapul.  Az eredeti cikk szerkesztőit annak laptörténete sorolja fel. Ez a jelzés csupán a megfogalmazás eredetét és a szerzői jogokat jelzi, nem szolgál a cikkben szereplő információk forrásmegjelöléseként.